# 乐高夺宝奇兵
乐高夺宝奇兵（英語：Lego Indiana Jones），或乐高印第安纳琼斯，是一个乐高主题，它基于卢卡斯影业授权的系列电影。该授权系对搭建类的独家授权，最初于2007年宣布，紧跟着同样由卢卡斯影业授权的乐高星球大战的成功。第一套产品于2008年推出，它基于早期三部影片中的两部（《法櫃奇兵》和《圣战奇兵》）。从第四部影片《水晶头骨王国》开始，套装引入了场景，并于2008年下半年影片上映前后发布。直到2009年才引入，在一个大型套装中使用新的窄轨乐高火车轨道还原了矿车追逐戏。
该主题还被引入一个视频游戏系列。《乐高夺宝奇兵：最初冒险》于2008年6月3日发布，它基于最初的三部曲。续集《乐高夺宝奇兵 2：冒险继续》于2009年11月发布，其中包含了新影片《水晶头骨王国》中的场景，以及一个级别编辑器功能。
一部由彼得·彼得森执导的电脑动画短片《乐高夺宝奇兵之积木奇兵》，也发布于乐高官方网站。它将所有四部夺宝奇兵电影中的细节结合于一次冒险中。

## 开发
夺宝奇兵这一乐高主题的开发，与其他乐高主题的流程类似。套装由比隆的乐高设计师团队设计，并由版权所有者卢卡斯影业监制。套装中枪的引入（包括机枪）导致了一些内部争论。

## 套装
在2008年发布的第一批套装中，寺庙逃生（7623）是最大的套装之一，还原了《法櫃奇兵》片头著名的巨石追逐场景。该套装长53厘米，包含了片中的许多“机关”，如射出的矛和翻滚的石头。该套装中的人仔，除了印第安纳·琼斯自己，还包括了勒内·白洛克和萨提坡。后来又添加了飞行员乔克和他的水上飞机，因为乐高设计师和卢卡斯影业认为他们是该场景的重要一环（使印第得以逃脱）。
同期还发布了另外两个中等规模的套装，它们都还原了《法櫃奇兵》片中的场景。失落的墓穴（7621）还原了一个充满蛇的墓穴，而印第必须逃脱；盗宝追逐（7622）则还原了片中的追逐场景——印第骑着马追卡车。
2008年晚些时候发布的四个套装还原了新影片中的场景。其中最大的一套是水晶头骨王国（7627），它还原的是片中最后一幕的场景，包括一个“水晶头骨”的旋转的圈，以及倒塌的方尖塔。片中的角色马特·威廉姆斯、马特·威廉姆斯和两个Ugha勇士都以人仔形式出现其中，还有印第和一名俄罗斯士兵。
2009年发布的新套装中，有两个还原的是中的场景，这也填补了该片套装的空白。其中最大的是魔宫传奇（7199）。套装中包含了新的窄轨（4钉宽而不是通常的6钉）乐高火车轨道，以便重现影片后半部中的矿车追逐场面。六节轨道包括两种形状，四节曲线和两节斜坡。这种新型火车轨道的直轨零件是乐高首次发布的。
2009年发布的第二大套装是威尼斯水道追逐（7197），它还原了《圣战奇兵》中的快艇追逐场面。该套装包括两艘船，一艘由印第和艾尔莎·施耐德驾驶，另一艘由两名圣杯守护者驾驶。两艘船的外形非常相似，仅有一些颜色差异，但是它们的按钮动作不同——一艘船按下按钮时会分成两半，另一艘则马达会“爆炸”。两个圣杯守护者人仔的暗红土耳其毯帽很值得注意，它们是一种新的乐高零件。该套装还包含一个威尼斯风格的桥梁和一个爆炸的码头。

## 产品
| 英文名                       | 中文名         | 编号  | 人仔                                                                                          | 发布时间 | 影片             | 片数 |
| ---------------------------- | -------------- | ----- | --------------------------------------------------------------------------------------------- | -------- | ---------------- | ---- |
| Motorcycle Chase             | 摩托追逐       | 7620  | 印第安纳·琼斯、老亨利·琼斯、德国摩托兵                                                        | 2008年   | 《圣战奇兵》     | 79   |
| The Lost Tomb                | 失落的墓穴     | 7621  | 印第安纳·琼斯、马里昂·瑞文伍德、骨头架                                                        | 2008年   | 《法櫃奇兵》     | 277  |
| Race for the Stolen Treasure | 盗宝追逐       | 7622  | 印第安纳·琼斯、德国兵×2、马                                                                   | 2008年   | 《法櫃奇兵》     | 272  |
| Temple Escape                | 寺庙逃生       | 7623  | 印第安纳·琼斯、勒内·白洛克、萨提坡、乔克、骨头架×2                                            | 2008年   | 《法櫃奇兵》     | 552  |
| Jungle Duel                  | 丛林决斗       | 7624  | 印第安纳·琼斯、伊琳娜·斯帕尔科、马特·威廉姆斯                                                 | 2008年   | 《水晶头骨王国》 | 90   |
| River Chase                  | 河流追逐       | 7625  | 印第安纳·琼斯、苏联兵×2、马里昂·瑞文伍德                                                      | 2008年   | 《水晶头骨王国》 | 234  |
| Jungle Cutter                | 丛林切割机     | 7626  | 印第安纳·琼斯、科洛内尔·多甫琴科、苏联兵×2                                                    | 2008年   | 《水晶头骨王国》 | 511  |
| Temple of the Crystal Skull  | 水晶头骨寺庙   | 7627  | 印第安纳·琼斯、马特·威廉姆斯、伊琳娜·斯帕尔科、苏联兵、Ugha勇士×2、水晶头骨骨架×2、征服者骨架 | 2008年   | 《水晶头骨王国》 | 929  |
| Peril in Peru                | 秘鲁冒险       | 7628  | 印第安纳·琼斯、马特·威廉姆斯、伊琳娜·斯帕尔科、苏联兵、飞行员、科洛内尔·多甫琴科              | 2008年   | 《水晶头骨王国》 | 625  |
| Jungle Cruiser               | 丛林巡逻车     | 20004 | 印第安纳·琼斯（无包）                                                                         | 2008年   | 《水晶头骨王国》 | 83   |
| Shanghai Chase               | 上海追逐       | 7682  | 印第安纳·琼斯（燕尾服）、威利·斯科特、小滑溜、老车、Kao Kan                                   | 2009     | 《》             | 244  |
| Fight on the Flying Wing     | 飞艇打斗       | 7683  | 印第安纳·琼斯、马里昂·瑞文伍德、德国机械师、德国飞行员                                        | 2009     | 《法櫃奇兵》     | 376  |
| Ambush in Cairo              | 开罗伏击       | 7195  | 印第安纳·琼斯（开罗）、剑客、开罗土匪、马里昂·瑞文伍德                                        | 2009     | 《法櫃奇兵》     | 79   |
| Chauchilla Cemetery Battle   | 朝奇拉墓地之战 | 7196  | 印第安纳·琼斯、马特·威廉姆斯、墓地勇士×2                                                      | 2009     | 《水晶头骨王国》 | 189  |
| Venice Canal Chase           | 威尼斯水道追逐 | 7197  | 印第安纳·琼斯（教授）、艾尔莎·施耐德、卡齐姆、十字剑护卫队                                    | 2009     | 《圣战奇兵》     | 420  |
| Fighter Plane Attack         | 战斗机攻击     | 7198  | 印第安纳·琼斯（无包）、老亨利·琼斯、德国飞行员                                                | 2009     | 《圣战奇兵》     | 339  |
| The Temple of Doom           |                | 7199  | 印第安纳·琼斯（卡莉）、威利·斯科特（卡莉）、小滑溜、图基、图基首领、莫拉·拉姆                 | 2009     | 《》             | 654  |

## 未来计划
该产品线于2010年中断。但由于卢卡斯计划推出该系列第五部影片，新的套装可能会随着第五部夺宝奇兵影片再次发布。由于事实上迪斯尼已经买下了卢卡斯影业，并将拍摄新的夺宝奇兵影片，发布新套装的可能性很大。

## 评价
夺宝奇兵套装被证明是最受欢迎的乐高主题之一。据信在2008年底，它和乐高星球大战一起，帮助乐高集团在不景气的玩具市场中实现盈利。该产品线据说“销量非常好，尤其是在北美市场。”这些套装有时会拿来跟已停产的乐高冒险家系列进行比较。乐高冒险家是一个自有版权的主题，深受夺宝奇兵的影响，生产时间从1999年到2003年。马里昂·瑞文伍德是唯一的蓝眼睛乐高人仔。

## 视频游戏
与其它一些电影系列的乐高主题一样，乐高夺宝奇兵也推出了视频游戏的副产品。它们将电影中的场面与图形化的乐高积木和乐高人仔结合在一起。

### 乐高夺宝奇兵：最初冒险（2008年）
这是该系列发布的第一个视频游戏，由旅行者故事制作，由LucasArts于2008年发行。它展现了前三部夺宝奇兵影片中的场景，但玩时可以按照任何顺序。

### 乐高夺宝奇兵2：冒险继续（2009年）
该游戏作为《最初冒险》的续集出现，包括了该系列第四部影片《水晶头骨王国》中的场景，以及来自前三部影片的全新场景。该游戏还增加了一个新的级别编辑器。